# Lista över avsnitt av Melrose Place (2009)
Detta är en lista över avsnitt av Melrose Place (2009), som sändes i CW 2009-2010.

## Summering
| Säsong | Säsong | Avsnitt | Första sändningsdatum            | DVD-släpp datum | DVD-släpp datum | DVD-släpp datum |
| Säsong | Säsong | Avsnitt | Första sändningsdatum            | Region 1        | Region 2        |                 |
| ------ | ------ | ------- | -------------------------------- | --------------- | --------------- | --------------- |
|        | 1      | 18      | 8 september 2009 - 13 april 2010 | TBA             | TBA             |                 |

### Säsong 1: 2009-2010
| Nr | Titel           | Regissör         | Skriven av                                | Första sändningsdatum | Första sändningsdatum |
| Nr | Titel           | Regissör         | Skriven av                                | USA                   | Sverige               |
| --- | --------------- | ---------------- | ----------------------------------------- | --------------------- | --------------------- |
| 1 | "Pilot"         | Davis Guggenheim | Todd Slavkin & Darren Swimmer             | 8 september 2009      | 23 november 2009      |
| Sydney Andrews är hyresvärd för lägenhetskomplexet Melrose Place. Här bor David Breck som hon har en affär med, den framgångsrika förläggaren Ella Simms, kocken Auggie Kirkpatrick, läkarstudenten Lauren Yung, filmaren Jonah Miller och hans sambo Riley och den nyinflyttade Violet. Deras liv och relationer sammanflätas när de möts i vardagen. När ett mord inträffar i hyreshuset ställs allt på sin spets och alla hyresgäster har något att dölja. |                 |                  |                                           |                       |                       |
| 2 | "Nightingale"   | Greg Beeman      | Liz Tigelaar                              | 15 september 2009     | 30 november 2009      |
| Efter mordet i lägenhetskomplexet försöker hyresgästerna återgå till det normala. På Ellas jobb planerar man en sammanslagning och hon riskerar att bli av med jobbet. Laura behöver mer pengar till skolavgiften och går därför på ännu en dejt som hon tar betalt för. |                 |                  |                                           |                       |                       |
| 3 | "Grand"         | Allan Arkush     | Caroline Dries                            | 22 september 2009     | 7 december 2009       |
| onah blir rasande när han får reda på att Riley inte berättat för sin familj och sina vänner att de har förlovat sig. Det leder till att Riley söker tröst hos Auggie. Samtidigt anställer Ella Jonah att regissera en musikvideo och Lauren söker en plats i Michaels grupp på sjukhuset. Violet fortsätter flörta med Auggie och David ger Michael skulden för Sydneys död.                                                                                 |                 |                  |                                           |                       |                       |
| 4 | "Vine"          | Fred Toye        | Daniel Thomsen Dries                      | 29 september 2009     | 14 december 2009      |
| 5 | "Canon"         | Norman Buckley   | Chris Fife                                | 6 oktober 2009        | 11 januari 2010       |
| 6 | "Shoreline"     | Greg Beeman      | Natalie Chaidez                           | 13 oktober 2009       | 18 januari 2010       |
| 7 | "Windsor"       | Donna Deitch     | Jesse Alexander                           | 20 oktober 2009       | 25 januari 2010       |
| 8 | "Gower"         | David Barrett    | Caprice Crane                             | 3 november 2009       | 1 februari 2010       |
| 9 | "Ocean"         | Liz Friedlander  | David Babcock                             | 10 november 2009      | 8 februari 2010       |
| 10 | "Cahuenga"      | Michael Fields   | Caroline Dries                            | 17 november 2009      | 15 februari 2010      |
| 11 | "June"          | David Paymer     | Dan Thomsen                               | 1 december 2009       | 22 februari 2010      |
| 12 | "San Vicente"   | Bethany Rooney   | Chris Fife, Todd Slavkin & Darren Swimmer | 8 december 2009       | 1 mars 2010           |
| 13 | "Oriole"        | Greg Beeman      | Alex McNally                              | 9 mars 2010           | 29 mars 2010          |
| 14 | "Stoner Canyon" | Seith Mann       | Caroline Dries & Caprice Crane            | 16 mars 2010          | 5 april 2010          |
| 15 | "Mulholland"    | J. Miller Tobin  | David Babcock                             | 23 mars 2010          | 12 april 2010         |
| 16 | "Santa Fe"      | Greg Beeman      | Dan Thomsen & Alex McNally                | 30 mars 2010          | 19 april 2010         |
| 17 | "Sepulveda"     | Norman Buckley   | Caroline Dries                            | 6 april 2010          | 26 april 2010         |
| 18 | "Wilshire"      | Greg Beeman      | Darren Swimmer & Todd Slavkin             | 13 april 2010         | 3 maj 2010            |

### Fotnoter
1. ↑  ”Melrose Place” (på engelska). TV.Com. Arkiverad från originalet den 27 mars 2017. https://web.archive.org/web/20170327041151/http://www.tv.com/shows/melrose-place-the-cw/. Läst 25 januari 2017.